# Verdals kommun
Verdals kommun (norska: Verdal kommune) är en kommun i landskapet Innherred i Trøndelag fylke i mellersta Norge. Kommunens centralort är hamnstaden Verdalsøra vid Trondheimsfjorden.

## Geografi
Verdals kommun är belägen längs Verdalsälvens älvdal som sträcker sig från Trondheimsfjorden upp till gränsen mot Sverige. Älven Inna rinner genom den största sidodalen till Verdalen, Inndalen, som sträcker sig från Vuku till svenska gränsen vid Sandvika. 
Den högsta fjälltoppen i Verdal är Løysmundhatten som ligger i Skäckerfjällen, på gränsen mellan Verdals kommun och Snåsa kommun. 
Kommunen gränsar i norr mot Steinkjers, Inderøy och Snåsa kommuner, och i söder mot Meråkers och Levangers kommuner. I öster gränsar kommunen mot Åre kommun i Sverige. 

## Historia
Verdal har en mycket lång historia. Föremål från yngre stenåldern vittnar om tidig jordbruksverksamhet i Verdalens nedre delar. Från äldre stenåldern finns en någorlunda bofast befolkning med kontinuitet fram till dagens gårdslandskap. Det finns ett stort antal gravar i anslutning till Verdalsbygdens gårdar. Även gårdsnamnen är mycket gamla. Spår från bronsåldern är i huvudsak gravrösen och kokgropar. 
En av de mest berömda händelserna i Verdals historia är slaget vid Stiklestad år 1030, då kung Olav den helige dödades. Varje sommar visas spelet om den helige Olav under Olsokdagarna i Stiklestad.
Medeltidens gårdsstruktur i Verdal är belagd i skriftliga källor från och med 1100-talet. Verdal är en av de få norska socknar som har behållit namn och gränser under så lång tid som det finns skriftliga källor utan att ändras. 
Under stora nordiska kriget 1699–1721 angrep den svenske generalen Carl Gustaf Armfeldt d.ä. Verdal 1718 i syfte att inta Trondheim. Angrepet avbröts då han fick order om att återvända efter att kung Karl XII hade skjutits vid Fredrikshald. Vid det olyckliga tåget mot Jämtland från Verdal över fjällen omkom över 3 000 soldater (karoliner) i kylan. Armfeldt kom fram till Duved skans nära Åre.
År 1893 ägde det rum ett stort ras i kommunen, nära Vuku. Då dog 112 människor. Verdalsraset är den största naturkatastrofen på land i Norge under modern tid. 

## Näringsliv
Jordbruk har traditionellt spelat en stor roll i Verdal. Efter etableringen av Aker Kværner på Ørin (väster om kommunens centralort Verdalsøra) har även industrin fått en viktig roll. 
Genom kommunen går Europaväg 6 och Nordlandsbanan i nord-sydlig riktning. Fylkesväg 72 (mellanriksvägen) går från E6 vid Stamphusmyra i Vinne upp till gränsstationen Sandvika och in i Kalls socken i Åre kommun. 

## Orter

### Tätorter
I Verdals kommun finns fem tätorter:
- Forbregd/Lein
- Lysthaugen
- Trones
- Verdalsøra (centralort)
- Vuku

### Andra orter
- Brannan
- Garnes
- Hallem
- Sandvika
- Stiklestad
- Stormoen
- Sul
- Vera

## Socknar
Inom Norska kyrkan är Verdals kommun indelad i tre socknar:
- Stiklestads socken
- Vera og Vuku socken
- Vinne socken

Socknarna ingår i Stiklestads prosteri i Nidaros stift.

## Kända personer
- Bjarne Slapgard, författare
- Hildegunn Eggen, skådespelerska
- Paul-Ottar Haga, skådespelare
- Sture Sivertsen, längdskidåkare
- Rune Grønn, musiker

## Bilder

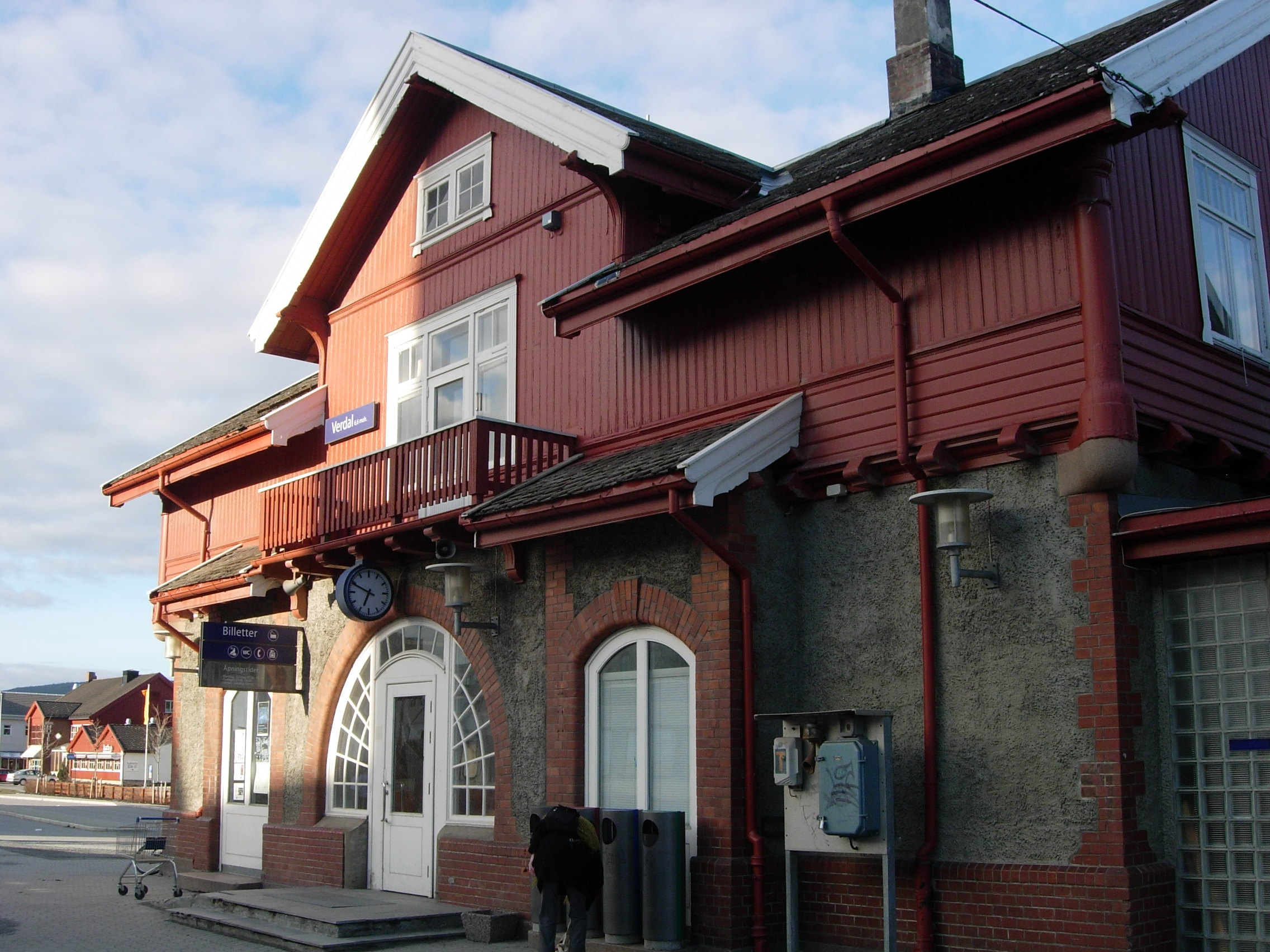
Verdals station.
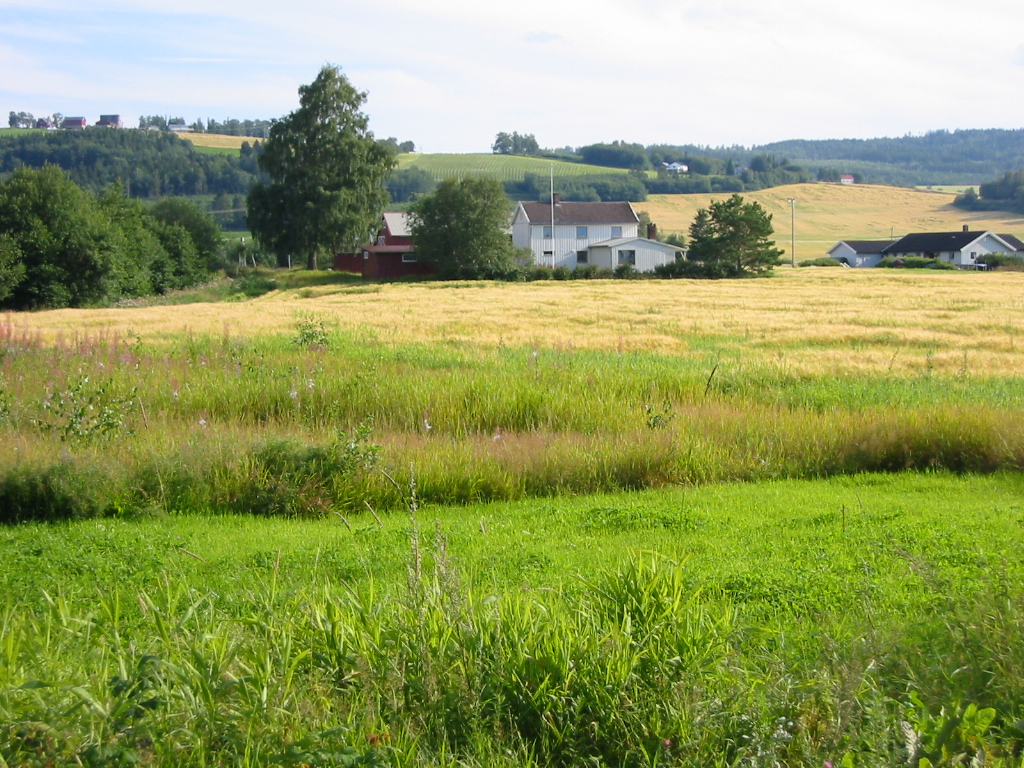
Jordbrukslandskap nära Trondheimsfjorden.
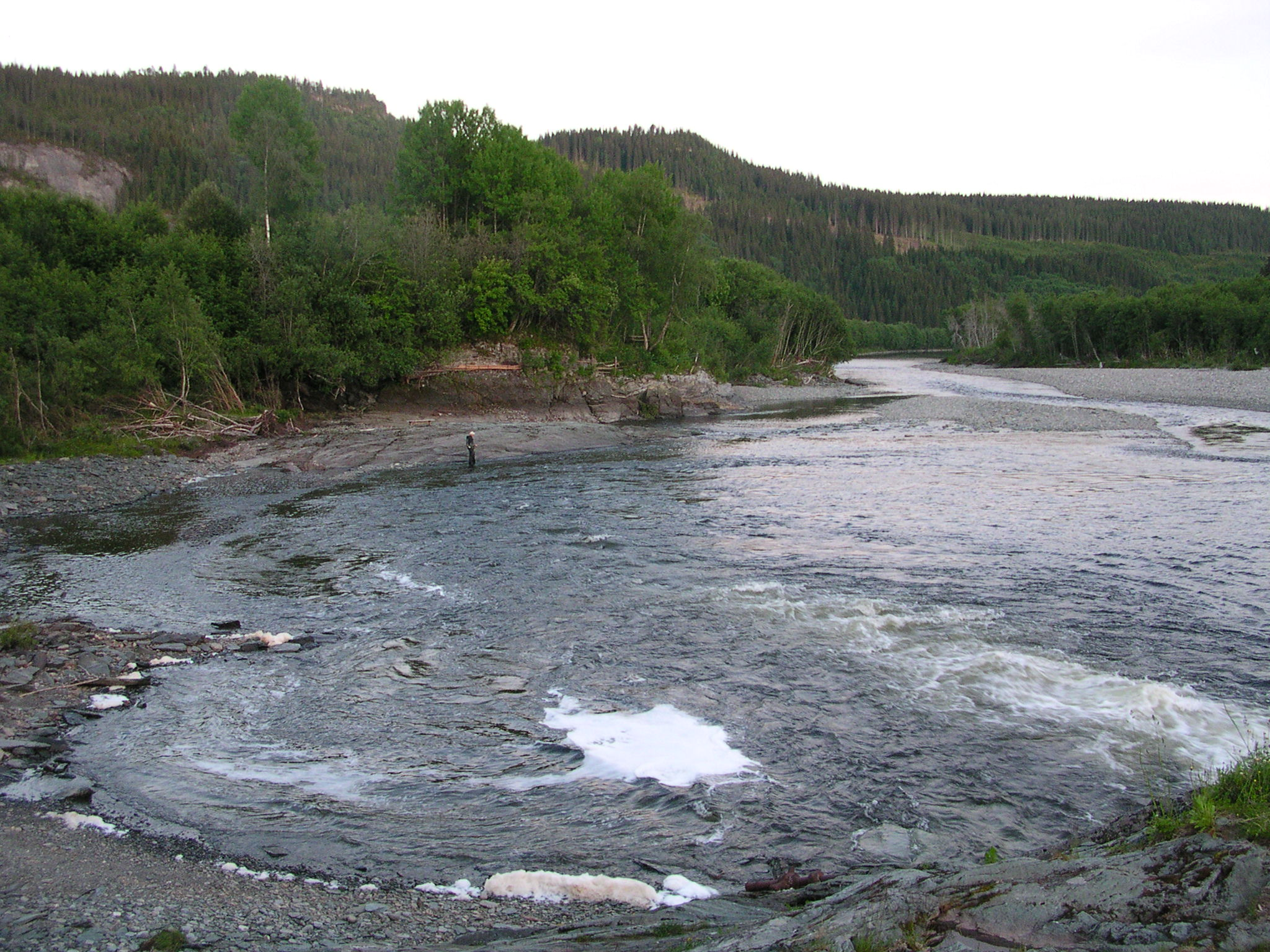
Verdalsälven.